# چیسوونگتسا
چیسوونگتسا (به لهستانی:  Cisownica) یک منطقهٔ مسکونی در لهستان است که در گمینا گولشوو واقع شده‌است. چیسوونگتسا ۹٫۵۹۶۷ کیلومتر مربع مساحت و ۱٬۷۰۵ نفر جمعیت دارد.